# Tokpierdino
Tokpierdino (ros. Токпердино) – wieś (dieriewnia) w Rosji, w Mari El, w rejonie morkińskim. W 2010 liczyła 249 mieszkańców.